# Pfarrkirche Obermillstatt

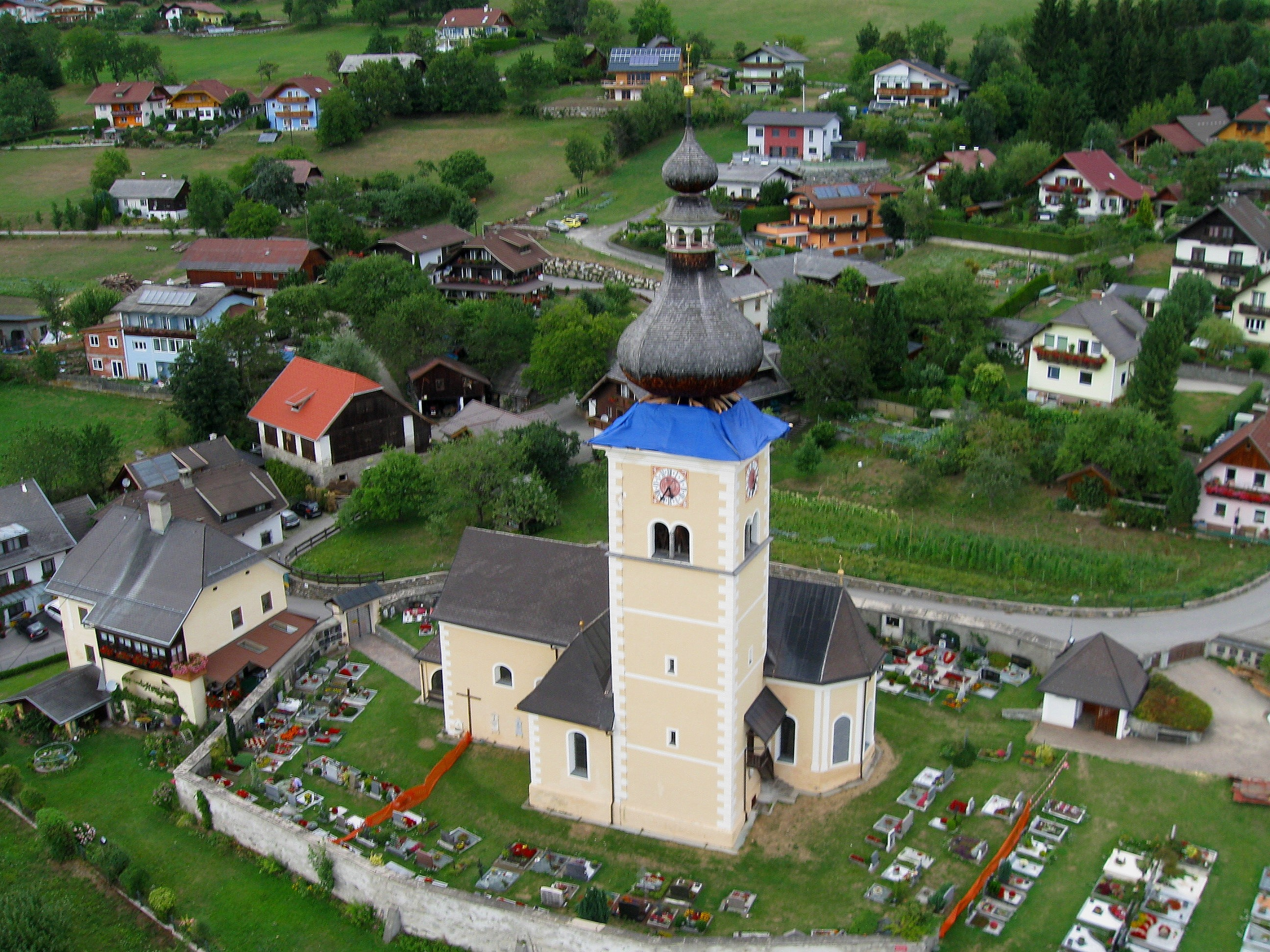
Katholische Pfarrkirche hl. Johannes der Täufer in Obermillstatt

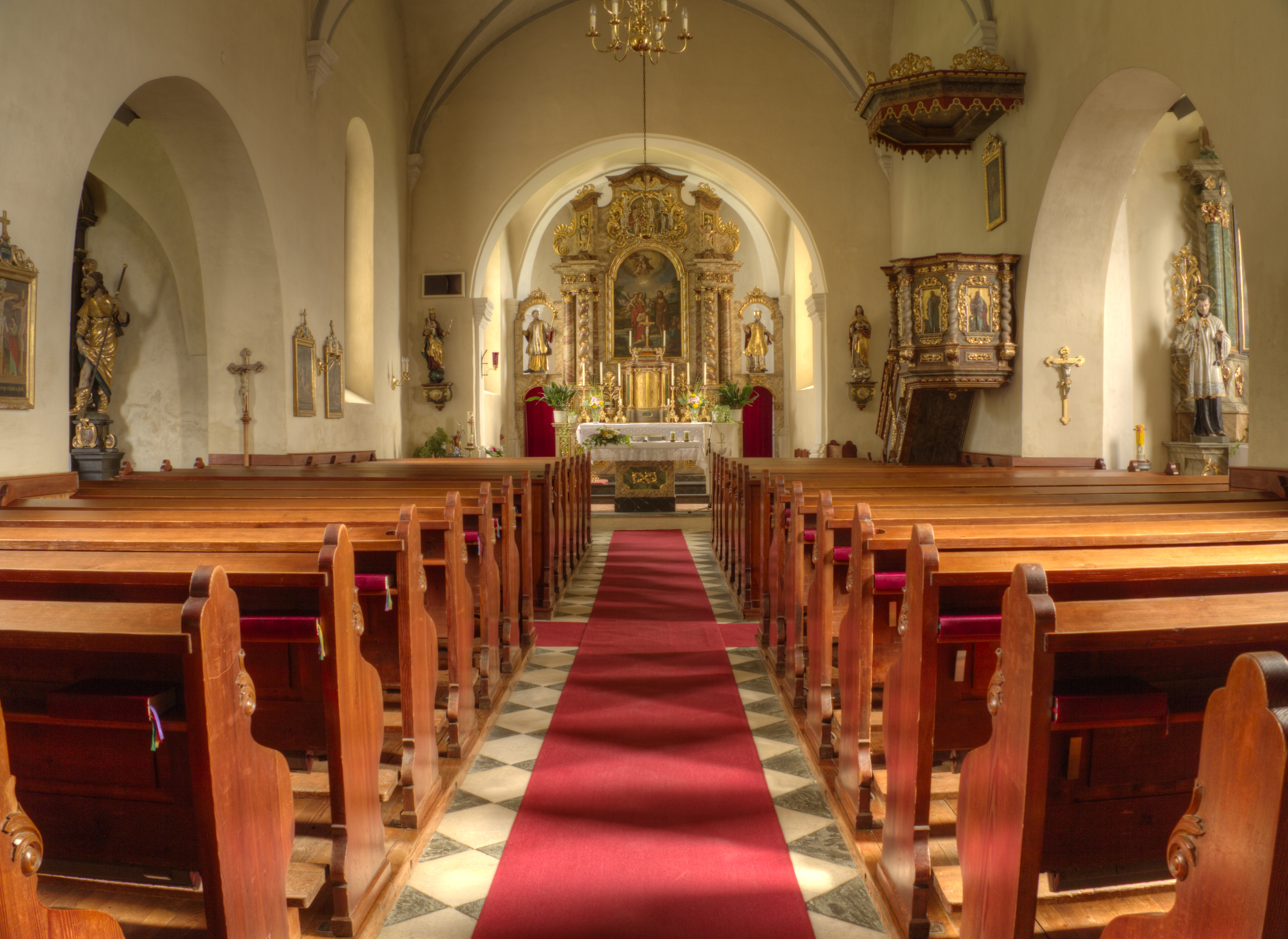
Langhaus, Blick zum Chor

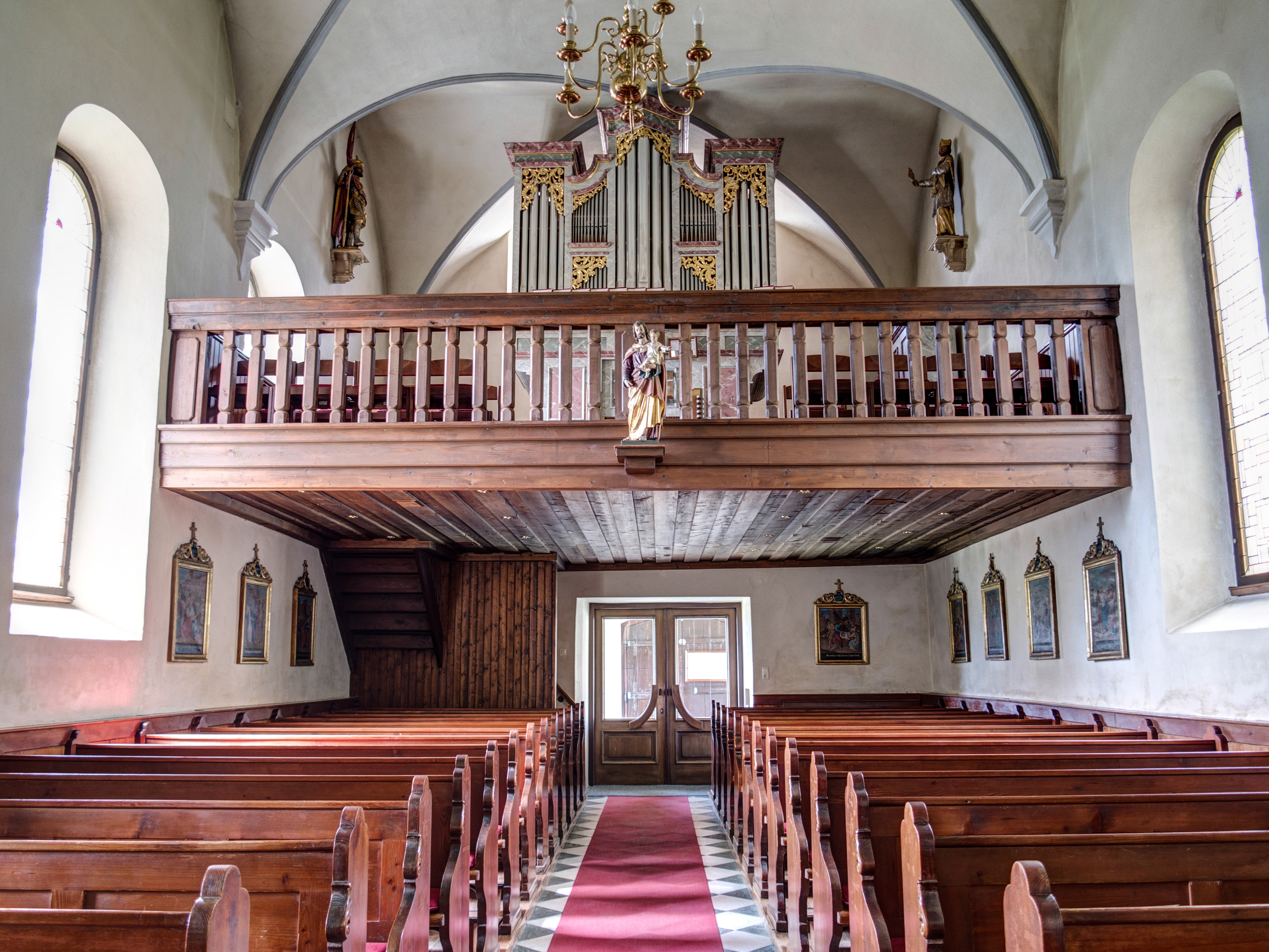
Langhaus, Blick zur Empore

Die römisch-katholische Pfarrkirche Obermillstatt steht in der Ortschaft Obermillstatt der Marktgemeinde Millstatt am See im Bezirk Spittal an der Drau in Kärnten. Die dem Patrozinium des hl. Johannes der Täufer unterstellte Pfarrkirche gehört zum Dekanat Gmünd-Millstatt in der Diözese Gurk-Klagenfurt. Die Kirche und der Friedhof stehen unter Denkmalschutz (Listeneintrag).

## Geschichte
Urkundlich wurde 1060/1070 eine Kirche genannt. 1787 wurde die Pfarre gegründet.
Die schlichte Saalkirche aus dem 17. Jahrhundert beinhaltet ältere Mauern. 1958 und 1982 waren Restaurierungen.

## Architektur
Das Kirchenäußere zeigt ein Langhaus mit querhausartigen Anbauten im Norden und Süden und einen quadratischen Chor sowie einen südlichen mächtigen Turm mit einer Zwiebelhaube, die Turmuhren nennen 1746. Im Westen steht eine Vorlaube auf Pfeilern.
Das Kircheninnere zeigt ein einschiffiges Langhaus ursprünglich mit Flachdecke und 1935 erhöht mit einer Stichkappenwölbung mit Kreuzrippen auf Konsolen. Die Westempore ist aus Holz. Der Chor mit einem Kreuzgratgewölbe auf einer Flachpilastergliederung ist halbrund geschlossen. 

## Einrichtung
Der bemerkenswerte Hochaltar aus dem ersten Viertel des 18. Jahrhunderts hat einen dreiteiligen Wandaufbau mit vorgeblendeten Säulen und Opfergangsportale, er zeigt im Mittelbild die Taufe Christi und im Aufsatzbild die Hl. Dreifaltigkeit, er trägt seitlich die Figuren der Heiligen Franz Xaver und Ignatius von Loyola.
Zwei weitere Schnitzfiguren des Hochaltares hl. Johannes Nepomuk und hl. Florian stehen auf der Orgelempore.
Der spätgotische Taufstein trägt eine kleinfigurige barocke Schnitzgruppe Taufe Christi.
Es gibt ein Gemälde Vierzehn Nothelfer gemalt von Bartholomäus Klinkh in der Mitte des 18. Jahrhunderts.
Eine Glocke entstand um 1400.